# Avia BH-6

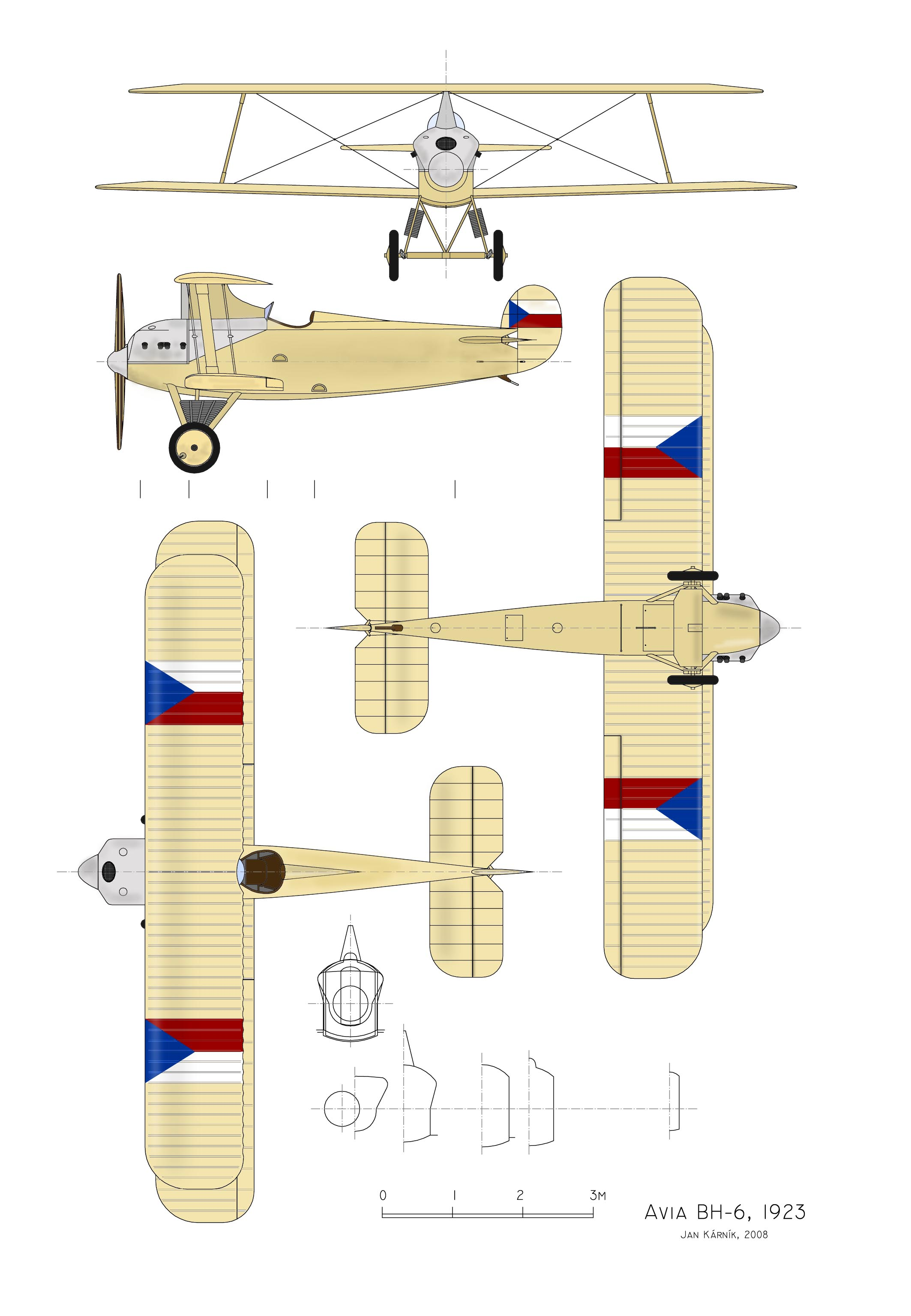
Avia BH-6

De Avia BH-6 is een Tsjechoslowaaks dubbeldekkerjachtvliegtuig gebouwd door Avia. De BH-6 is ontwikkeld door Pavel Beneš en Miroslav Hajn en in 1923 gebouwd. De BH-6 is gelijktijdig ontwikkeld met de BH-7, waarmee de BH-6 het ontwerp van de romp en staart deelt. Er is maar één BH-6 gebouwd.
Het ontwerp van de BH-6 is apart te noemen, de bovenste vleugel is namelijk korter dan de onderste vleugel. Verder zijn de vleugels met elkaar verbonden door steunbalken die breder op de onderste vleugel zitten dan aan de bovenste vleugel. Ook is midden voor de cockpit een steunbalk geplaatst, waar de piloot maar omheen moest kijken.
De BH-6 stortte al vroeg in het testprogramma neer. Toen ook de BH-7 hetzelfde lot was toebedeeld, werd het project gestaakt.

## Specificaties
- Bemanning: 1
- Lengte: 6,47 m
- Spanwijdte: 9,98 m
- Hoogte: 2,88 m
- Vleugeloppervlak: 22,6 m2
- Leeggewicht: 878 kg
- Volgewicht: 1180 kg
- Motor: 1× door Škoda in licentie gebouwde Hispano-Suiza 8Fb V8, 310 kW (231 pk)
- Maximumsnelheid: 220 km/h
- Plafond: 7000 m
- Bewapening: 2× vooruit vurende .303 Vickers machinegeweren